# Тържествен японски танц
„Тържествен японски танц“ (на английски: Imperial Japanese Dance) е американски късометражен ням филм от 1894 година, заснет от режисьорите Уилям Кенеди Диксън и Уилям Хейс в студиото Блек Мария при лабораториите на Томас Едисън в Ню Джърси по мотиви от комедийната опера „Микадо“ от 1885 година. Филмът е ръчно оцветен.

## Сюжет
Сестрите Сараше, облечени в сложни костюми, изпълняват пред камерата тържествен японски танц, наречен „Микадо“ (така е бил наричан японския император). Те танцуват рамо до рамо, като жената в средата размахва ветрило докато танцува, а другите две развяват знамена.